# Alice Dellal
Alice Olivia Dellal (Brasil; 29 de julio de 1987) es una modelo británica-brasileña.

## Biografía
Hija de madre modelo brasileña, Andrea, y padre iraquí-británico, Guy Dellal, Alice es heredera del magnate de la propiedad, el abuelo Jack Dellal, quien era un multimillonario judío de Bagdad. Sus padres se separaron cuando ella tenía siete años y Alice se fue a vivir a Brasil con su madre, pero regresaron a Knightsbridge y hace cinco años sus padres se volvieron a casar. 
Su hermano, Alex Dellal, dirige la galería 20 Hoxton Square, del este de Londres, y su hermana, Charlotte Olympia Dellal, es la creadora detrás de Charlotte Olympia. Sus primos son las actrices Jemima Kirke y Lola Kirke.  Fue educada en Bedales School, Hampshire. 
En 2008, fue la cara de Mango y el cuerpo de Agent Provocateur. Conocida por su cabeza medio afeitada y su look punk/rock, también es la musa de Mario Testino.
En 2011, fue elegida por Karl Lagerfeld para ser la nueva cara de la campaña de Chanel del nuevo bolso "boy".
Alice también es batería de Thrush Metal, una banda compuesta por cuatro mejores amigas que no solo decidieron comenzar su propia banda, sino que también crearon su propio sello discográfico, Sweet Dick Music. Thrush Metal fue formado por Dellal con otras dos modelosː Emma Chitty (bajista) y Laura Fraser (vocalista), e Isabella Ramsey (guitarra), sobrina del conde de Dalhousie.  Ella ahora trabaja como fotógrafa. 